# Alexander City
Alexander City er en by i den østlige del af staten Alabama i USA. Den er den største by i det amerikanske county Tallapoosa County i staten Alabama. Byen har 14.843 (2020) indbyggere. Den blev grundlagt i 1872 .